# تشيان مين
تشيان مين (بالصينية: 钱敏) هو سياسي صيني، ولد في 9 أغسطس 1915، وتوفي في 6 يناير 2016. انتخب عضو اللجنة الدائمة للمجلس الوطني لنواب الشعب الصيني ‏ خلال فترته النيابية ‏ وانتخب عضو مجلس الشعب الصيني ‏ خلال فترته النيابية ‏.